# Masasteron sampeyae
Masasteron sampeyae là một loài nhện trong họ Zodariidae.
Loài này thuộc chi Masasteron. Masasteron sampeyae được Barbara C. Baehr miêu tả năm 2004.